# صموئيل ستوكتون مايلز
صموئيل ستوكتون مايلز (بالإنجليزية: Samuel Stockton Miles)‏ هو ضابط أمريكي، ولد في 12 نوفمبر 1913، وتوفي في 1942.